# 趨異演化

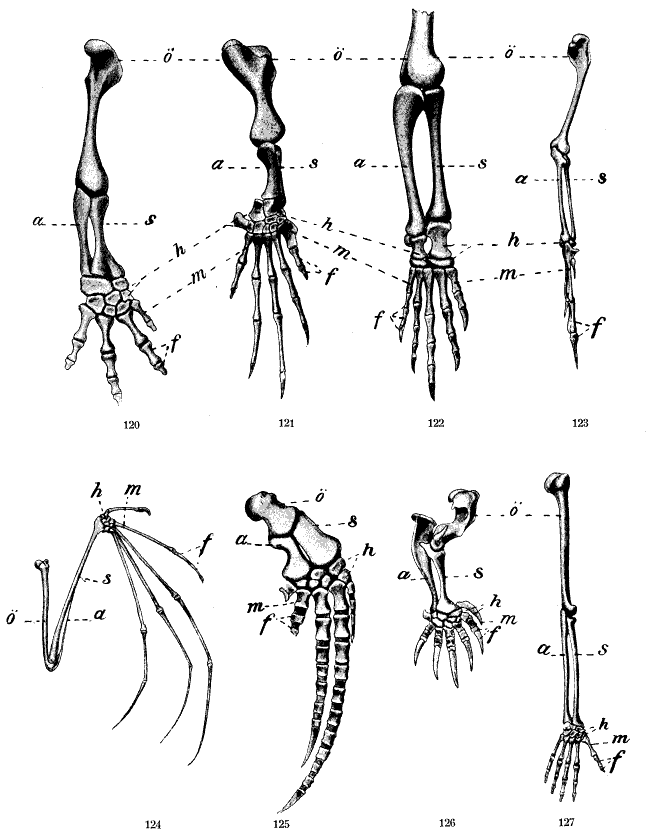
脊椎動物同源構造的相互比較。从上到下，从左到右分別是蠑螈、龜、鱷魚、鳥、
蝙蝠、鯨魚、鼹鼠、人類。

趨異演化（英語：Divergent evolution）是指兩個或多個生物學特徵具有共同演化起源，但在演化歷程中逐漸分化的現象，又稱適應。可經由觀察不同物種的型態或生物分子，如基因或一些生化途徑而得知，是演化生物學的研究對象之一。
一個常見的趨異演化例子是脊椎動物的四肢，這些動物中的四肢可能具有共同起源，但卻有不同的構造與功能。除了型態之外，也可應用分子生物學來研究這些現象。例如一個基因與蛋白質序列，可能分化成兩種以上的同源基因。
與趨異演化相對的概念是趨同演化（convergent evolution），是指兩種以上型態或分子具有相同功能或構造，但卻源自不同起源。

## 參閲
- 趨同演化
- 演化
- 基因重複
- 同源
- 分子演化
- 平行演化
- 物種形成